# جبهه آزادی‌بخش جانوران
جبههٔ آزادی‌بخش جانوران یا جبههٔ آزادی‌بخش حیوانات (به انگلیسی: Animal Liberation Front) که به اختصار ALF گفته می‌شود، شبکهٔ زیرزمینی بین‌المللی و بدون رهبری است که برای آزادی جانوران، دست به اقدامات غیرقانونی می‌زند. فعالان این جبهه خود را همانند نجات دهنده‌های فراری‌های شبکه قطار زیرزمینی (قبل از جنگ داخلی آمریکا) می‌دانند. آن‌ها جانوران را از آزمایشگاه‌ها و پرورشگاههای حیوانات اهلی دور کرده و این محل‌ها را ویران می‌کنند، خانه‌های امن و مراقبت‌های دامپزشکی برایشان فراهم می‌کنند و مکان‌های بی‌خطر پیدا می‌کنند تا در آنجا زندگی کنند. اعضای این جبهه که در چهل کشور دنیا به‌طور مخفیانه فعالیت می‌کنند، گاهی شامل گروهی از دوستان و گاهی فقط یک نفر می‌شوند؛ بنابراین قدرتمندان به سختی می‌توانند بر این گروه‌ها نظارت داشته باشند. رابین وب از دفتر مطبوعات بریتانیایی آزادی حیوانات می‌گوید: «جبههٔ آزادی‌بخش جانوران هرگز شکست نمی‌خورد، چرا که هیچ‌گاه نمی‌توان در آن به‌طور مؤثر نفوذ کرد؛ این جبهه را نمی‌توان متوقف کرد. هر یک از شما عضوی از این جبهه هستید.» فعالان، این جبهه را جبههٔ مدنی و ضد خشونت می‌دانند. بر اساس قوانین این جبهه هرگونه عملکرد محتاطانه که به انسان و موجودات زنده صدمه نزند و به آزادی جانوران کمک کند، بخشی از فعالیت‌های جبههٔ آزادی‌بخش جانوران محسوب می‌شود. فعال آمریکایی، راد کرونادو، در سال ۲۰۰۶ گفت: «چیزی که ما را از تروریست‌ها و مجرمان بی‌رحم متمایز می‌کند، این است که ما تاکنون به کسی صدمه نزده‌ایم.» انتقادات زیادی از سخنگوها و فعالان این جبهه صورت گرفته و آن‌ها را به ناتوانی در محکوم کردن عملکردهای وحشیانه و خشونت‌آمیز یا حتی مشارکت در این فعالیت‌ها متهم کرده‌است. این انتقادات با اختلاف نظر بین فعالان این جبهه بر سر استفاده از خشونت و افزایش پیگیری پلیس و سازمان‌های جاسوسی همراه بوده‌است. در سال ۲۰۰۲ مرکز مدافع حقوق شهروندی در آمریکا (سازمان مدافع حقوق شهروندان آسیب‌پذیر جامعه و مبارزه با تبعیض نژادی و گروه‌های افراطی) که بر فعالیت گروه‌های افراطی در ایالات متحده نظارت دارد، به مشارکت جبههٔ آزادی‌بخش حیوانات در مبارزه برای جلوگیری از آزار حیوانات در آزمایشگاه علمی هانتینگدان اشاره کرد. مرکز مدافع حقوق شهروندی در آمریکا (SPLC) این مبارزات را اقدامات تروریستی تلقی کرد، اما بعدها این مرکز اظهار کرد: «با اینکه اصلاح طلبان افراطی مانند اعضای جبههٔ آزادی‌بخش جانوران در آسیب به اموال و دارایی افراد دخالت داشته‌اند، تاکنون کسی را به قتل نرسانده‌اند.» در سال ۲۰۰۵، جبههٔ آزادی‌بخش جانوران در فهرست برنامه‌ریزی شدهٔ سازمان فدرال امنیت کشور قرار گرفت. در این فهرست به‌شماری از تهدیدهای تروریستی داخلی که دولت ایالات متحده خواستار یافتن منبع آن بود اشاره می‌شد. در بریتانیا فعالیت جبههٔ آزادی‌بخش جانوران نوعی افراطی‌گری تلقی می‌شود و توسط واحد همکاری برای برخورد تاکتیکی با گروه‌های افراطی کنترل می‌شود. در سال ۲۰۰۴، این واحد برای نظارت بر جبههٔ آزادی‌بخش جانوران و سایر جبهه‌های غیرقانونی مدافع حقوق جانوران تشکیل شد.

## تأسیس

### گروه شفقت
رانی لی گروه شفقت را در سال ۱۹۷۱ تأسیس کرد. این گروه در سال ۱۹۷۶ به «جبههٔ آزادی‌بخش جانوران» تغییر نام داد. جرقه‌های نخستین برای پیدایش این جبهه در دسامبر سال ۱۹۶۳ زده شد، زمانی که روزنامه‌نگار بریتانیایی جان پرستیژ مأمور شد مسابقات سگ‌های شکاری در شهرهای دوون و سامرست انگلستان را تحت پوشش خبری قرار دهد. او در این مسابقات شاهد تعقیب و کشته شدن گوزن حامله‌ای توسط شکارچیان بود. جان برای نشان دادن مخالفت خود با این کار انجمن مبارزه با شکار را تشکیل داد. این انجمن شامل گروه‌های داوطلب بود که برای سردرگم ساختن سگ‌های شکاری و فرار شکار آموزش می‌دیدند.
نویسندهٔ مدافع حقوق جانوران، نوئل مولند می‌نویسد: «یکی از گروه‌های مبارزه با شکار در سال ۱۹۷۱ توسط یک دانشجوی رشتهٔ حقوق از لوتن، به نام رانی لی، تشکیل شد.» در سال ۱۹۷۲ لی و یکی از همکارانش، به نام کلیف گودمن، تصمیم گرفتند از تاکتیک‌های ستیزه‌جویانه بیشتر استفاده کنند. آن‌ها همچنین نام جامعهٔ سلطنتی مخالف با آزار جانوران را احیا کردند. گروه شفقت به همراه افرادی که به تشکیل این گروه کمک کردند وسایل نقلیهٔ شکارچیان را از طریق شکافتن تایرها و شکستن پنجره‌ها متلاشی می‌کردند. هدف از این کارها ریشه‌کن کردن شکار بود، نه خنثی کردن عملیات شکار.
در سال ۱۹۷۳ این گروه از ساخته شدن یک آزمایشگاه تحقیقاتی توسط شرکت هووست در نزدیکی میلتون کینز با خبر شد. در ده نوامبر سال ۱۹۷۳ دو نفر از فعالان این ساختمان را آتش زدند و ۲۶ هزار پوند به این شرکت خسارت وارد کردند. شش روز بعد از آتش‌سوزی این گروه به محل قبلی بازگشت و هر آنچه را که از ساختمان باقی‌مانده بود به آتش کشید. این اولین اقدام برای ایجاد آتش‌سوزی در راستای اهداف جنبش آزادی‌بخش حیوانات بود. در ژوئن سال ۱۹۷۴، دو نفر از فعالان گروه، کشتی‌ای را که در جمع‌آوری خوک آبی در ساحل نورفوک از آن استفاده می‌شد به آتش کشیدند. مولند می‌نویسد: «این آخرین باری بود که در آن محل خوک آبی جمع‌آوری کردند.» بین ماه‌های ژوئن و آگوست سال ۱۹۷۴، اعضای گروه شفقت هشت بار به محل‌های آزمایش حیوانات یورش بردند و اعضای گروه‌های دیگر به کارخانه‌های جوجه‌کشی و فروشگاه‌های اسلحه حمله کردند. اولین اقدام برای آزادسازی حیوانات زمانی صورت گرفت که فعالان تعدادی از خوکچه‌های هندی را از محل نگهداری آن‌ها در ویلت شایر آزاد کردند. صاحب این محل از ترس بازگشت این گروه شغل خود را رها کرد. بعدها استفاده از خشونت باعث ایجاد دوگانگی بین اعضای این جنبش نو پا شد. در ژولای سال ۱۹۷۴، سازمان مبارزه با شکار مبلغ ۲۵۰ پوند را به عنوان جایزه برای شناسایی اعضای گروه شفقت پیشنهاد کرد. این سازمان به رسانه‌ها گفت: «ما اهداف گروه شفقت را می‌پذیریم، ولی با روش‌های آن‌ها مخالفیم.»

## تشکیل جبههٔ آزادی‌بخش جانوران
در آگوست سال ۱۹۷۴، لی و گودمن به جرم حمله به آزمایشگاه رده‌بندی جانوران، متعلق به دانشگاه آکسفورد، دستگیر شدند. مردم هر روز بیرون از دادگاه تجمع می‌کردند. نمایندهٔ مجلس آیور کلمیتسن نیز یکی از حامیان آن دو بود. آن‌ها به سه سال حبس محکوم شدند. طی این سال‌ها لی اعتصاب غذا کرد و غذا و پوشاک وگن درخواست نمود. آن دو پس از دوازده ماه با حکم عفو مشروط آزاد شدند. در بهار سال ۱۹۷۶ لی سرسخت‌تر و ستیزه‌جویانه‌تر از گذشته ظاهر شد. او توانست تعدادی از اعضای سابق گروه شفقت را به همراه چند عضو جدید دور هم جمع کند، که جمعاً ۳۰ نفر شدند. مولند می‌نویسد: «از نظر لی نام گروه شفقت برای یک جنبش انقلابی مناسب نیست. لی به دنبال نامی بود که افراد سود جو را نیز تحت تأثیر قرار دهد. سپس نام جبههٔ آزادی‌بخش حیوانات به وجود آمد.»

## ساختار و اهداف

### سازمان‌های قانونی و غیرقانونی
گروه مدافع جبههٔ آزادی‌بخش حیوانات از سازمان‌های قانونی است و از اعضای جبههٔ آزادی‌بخش جانوران دفاع می‌کند. این جنبش دارای تشکیلات قانونی و غیرقانونی است که هیچ طبقه‌بندی مشخصی ندارد؛ این موضوع به اعضای این جبهه کمک می‌کند تا از زیر مسئولیت‌های قانونی شانه خالی کنند و هیچ اتهامی را نپذیرند. داوطلبان باید از تمام قوانین این جبهه پیروی کنند.

### قوانین جبههٔ آزادی‌بخش جانوران
1. خسارت وارد کردن به افرادی که از جانوران سوءاستفاده می‌کنند.
2. نجات حیوانات از محل‌های سوءاستفاده از آن‌ها مانند آزمایشگاه‌ها، مزرعه‌ها و کارخانه‌های تولید خز و اسکان آن‌ها در طبیعت و جایی دور از درد و آزار.
3. آشکارسازی رفتار بی رحمانه‌ای که پشت درهای بسته و به‌طور پنهانی بر جانوران روا داشته می‌شود.
4. به‌کارگیری اقدام‌های لازم جهت جلوگیری از آسیب‌رسانی به جانوران و انسان‌ها.
5. تمام افراد گیاه‌خوار یا وگن (افراد گیاه‌خواری که از هیچ‌یک از محصولات حیوانی استفاده نمی‌کنند) که از قوانین جبههٔ آزادی‌بخش حیوانات پیروی می‌کنند، می‌توانند خود را از اعضای این جنبش به حساب بیاورند.

تعدادی از سازمان‌های قانونی موجودند که از داوطلبان حمایت می‌کنند. گروه مدافع جبههٔ آزادی‌بخش حیوانات افراد زندانی هم‌عقیده را به عنوان اعضای خود می‌پذیرد؛ هر فرد با پرداخت ماهیانه ۲ پوند می‌تواند در این جبهه عضو شود. در سال ۱۹۹۴ پس از زندانی شدن فعال بریتانیایی کیث مان، گروه مدافع زندانیان وگن تشکیل شد. این گروه با افراد قدرتمند در ارتباط بوده و از دسترسی زندانیان وگن به مواد غذایی و لباس وگن اطمینان حاصل می‌کردند. دفتر مطبوعاتی جبههٔ آزادی‌بخش حیوانات اطلاعیه‌ها و خبرهایی را از نویسنده‌های بی‌نام دریافت می‌کند و در اختیار مردم قرار می‌دهد. این دفتر مطبوعاتی به عنوان یک سازمان مستقل فعالیت می‌کند و با کمک‌های مردمی تأسیس شده‌است. به حکم دیوان عالی لندن در سال ۲۰۰۶ سر دبیر این دفتر، رابین وب، به عنوان یکی از شخصیت‌های محوری جبههٔ آزادی‌بخش حیوانات شناخته شد.
تاکنون سه نشریه در ارتباط با جبههٔ آزادی‌بخش حیوانات تأسیس شده‌است. آرک اِینجل مجله‌ای بریتانیایی است که هر شش ماه چاپ می‌شود و رانی لی آن را تأسیس کرده‌است. بایت بک وب سایتی است که فعالان در آن مسئولیت کارهایی را که کرده‌اند بر عهده می‌گیرند. این وب سایت در سال ۲۰۰۵ در مقاله‌ای با عنوان گزارش فعالیت‌های مستقیم می‌نویسد: «در سال ۲۰۰۴ فعالان جبههٔ آزادی‌بخش حیوانات توانستند ۱۷۲۶۲ حیوان را از تأسیسات نجات دهند.» فعالان در این وب سایت مسئولیت ۵۵۴ بار اقدام به تخریب و آتش‌سوزی تأسیسات را بر عهده گرفتند. وب سایت سازش ممنوع متعلق به سان فرانسیسکو نیز فعالیت‌های جبههٔ آزادی‌بخش حیوانات را گزارش می‌کند.

## فلسفهٔ اقدامات مستقیم
فلسفهٔ جبههٔ آزادی‌بخش جانوران آن است که حیوانات نباید به عنوان اموال و دارایی افراد شناخته شوند؛ صنایع و آزمایشگاه‌ها نباید خود را صاحب جانوران بدانند، چرا که به گفتهٔ فیلسوف، تام رگان، حیوانات مانند انسان‌ها صاحب اختیار زندگی خود هستند. از نظر جبههٔ آزادی‌بخش حیوانات توجه نکردن به این امر نشانهٔ گونه‌پرستی انسان و نسبت دادن ارزش‌های متفاوت به موجودات با توجه به عضویت آن‌ها در گونه‌های متفاوت است و این از نظر اخلاقی به اندازهٔ نژادپرستی و تبعیض جنسی زشت و غیرقابل قبول است. آن‌ها همچنین مخالف فعالیت خیریه‌هایی هستند که با حبس حیوانات سعی در درمان آن‌ها دارند و از آن‌ها خالی شدن قفس‌ها را می‌خواهند، نه بزرگ‌تر شدن آن‌ها را. فعالان بر این تأکید دارند که حیوانات از مزارع و آزمایشگاه‌ها دزدیده نشدند، بلکه آزاد شدند؛ زیرا انسان‌ها صاحب جانوران نیستند.
آزمایشگاه‌ها مورد هجوم قرار گرفتند؛
قفل‌ها آغشته به چسب شدند؛
محصولات با میخ سوراخ شدند؛
انبار کالاها غارت شد؛
پنجره‌ها شکسته شد؛
احداث ساختمان‌ها متوقف شد؛
سمورها آزاد شدند؛
حصارها پاره شدند؛
تاکسی‌ها سوزانده شدند؛
دفاتر اداری به آتش کشیده شدند؛
لاستیک ماشین‌ها بریده شد؛
قفس‌ها خالی شدند؛
کابل‌های تلفن بریده شدند؛
شعارها بر دیوارها نوشته شد؛
لجن پاشیده شد؛
تخریب صورت گرفت؛
برق قطع شد؛
تأسیسات به زیر آب رفتند؛
سگ‌های شکاری دزدیده شدند؛
کت‌های خز پاره شدند؛
روباه‌ها آزاد شدند؛
لانه‌های سگ‌ها مورد هجوم قرار گرفتند؛
به شرکت‌ها و تجارت خانه‌ها دستبرد زده شد؛
همهمه، خشم، عصبانیت؛
مجرمین که کلاه‌های چشمی بر سر داشتند؛
این‌ها کار جبههٔ آزادی‌بخش حیوانات است.

کیث مان
با اینکه جبههٔ آزادی‌بخش جانوران مخالف برخورد فیزیکی است، تعدادی از فعالان این جبهه عقیده دارند که اگر تخریب آزمایشگاه‌ها و سایر تأسیسات را با روش اعدام نازی‌های آلمان (اتاق گاز) مقایسه کنیم، هجوم به اموال برخورد فیزیکی به حساب نمی‌آید. از نظر این جبهه آزاد کردن حیوانات از آزمایشگاه‌ها به تنهایی منجر به جایگزینی حیوانات دیگر می‌شود، ولی تخریب این آزمایشگاه‌ها با خسارات فراوانی که به دنبال خواهد داشت محققان را مجبور به یافتن گزینه‌های دیگر (غیر از موجودات زنده) می‌کند. در سال یکی از فعالان جبههٔ آزادی‌بخش حیوانات که به حمله به دانشگاه آریزونا و به آتش کشیدن آن متهم شده بود، به وبگاه سازش ممنوع گفت: «این کار مانند فعالیت طرفداران الغای بردگی است که با برده‌داری مبارزه می‌کردند و محل مزایدهٔ فروش برده‌ها را به هم می‌ریختند. وقتی ما تنها حیوانات را آزاد می‌کنیم، عمل و مخالفت‌هایمان جدی گرفته نمی‌شود و مجبور می‌شویم به اقدامات بزرگ‌تری دست بزنیم.»
قوانین ضد خشونت جبههٔ آزادی‌بخش جانوران باعث شد بین افراد گروه جدایی و تفرقه به وجود آید و به تظاهر منتقدان این جبهه افزود. در سال ۱۹۹۸، متخصص حملات تروریستی، پل ویلکینسون گفت: «جبههٔ آزادی‌بخش حیوانات و گروه‌های جدا شده از آن جدی‌ترین عوامل تروریسم درون مرزی در پادشاهی بریتانیا هستند.» در سال ۱۹۹۳ جبههٔ آزادی‌بخش حیوانات از طرف کنگرهٔ ایالات متحده در لیست گروه‌های افراطی عامل حملات تروریستی (به تجارت کنندگان حیوانات) در داخل و خارج از کشور قرار گرفت. در ژانویهٔ سال ۲۰۰۵ این جبهه توسط سازمان امنیت ایالات متحده تهدید تروریستی نامیده شد. در مارس سال ۲۰۰۵، در سخنانی از بخش ضد تروریستی سازمان تحقیقاتی فدرال ایالات متحده گفته شد: «حملات تروریستی داخلی باعث بدنامی جبههٔ آزادی‌بخش حیوانات و جبههٔ آزادی‌بخش کرهٔ زمین شده‌است. جبههٔ آزادی‌بخش حیوانات به تهدید کارکنان و کارفرمایان تجارت حیوانات و حمله به شرکت‌های آنها می‌پردازد.» در ۱۸ می‌سال ۲۰۰۵ مقامات سازمان تحقیقاتی فدرال و صنایع الکل، تنباکو، اسلحهٔ گرم و مواد منفجره عنوان کردند که فعالیت خشونت‌آمیز گروه‌های افراطی مدافع حقوق حیوانات و تروریسم داخلی از جدی‌ترین تهدیدات تروریستی کشور هستند. استفاده از عنوان تروریست برای این جبهه مورد انتقاد قرار گرفته‌است؛ با این حال، مرکز مدافع حقوق شهروندی که در تعقیب گروه‌های افراطی داخلی است می‌نویسد: «با اینکه اصلاح طلبان افراطی در آسیب به اموال و دارایی افراد دخالت داشته‌اند، تاکنون کسی را به قتل نرسانده‌اند.» استیون بست و جری ولاساک، فیلسوف و جراح، که برای کار در دفتر مطبوعاتی نورث اِمِریکِن داوطلب شده بودند، در سال‌های ۲۰۰۴ و ۲۰۰۵ پس از اظهار مطالبی که نشان داد از خشونت دفاع می‌کند، از ورودشان به بریتانیا جلوگیری شد. در سال ۲۰۰۳ ولاساک در یک کنفرانس حقوق حیوانات گفت: «به نظر من لزومی ندارد تعداد زیادی کالبد شکاف کشته شوند تا ما شاهد کاهش تشریح حیوانات باشیم. من فکر می‌کنم ما می‌توانیم به ازای هر ۵، ۱۰ و ۱۵ انسان ۱، ۲ و ۱۰ میلیون حیوان را نجات دهیم.» بست عبارت دفاع شخصی کمکی را برای توصیف حمایت انسان از حیوانات پیشنهاد کرد. به گفتهٔ بست انسان‌ها می‌توانند برای دفاع از حیوانات اموال و دارایی‌ها را تخریب کنند و دست به خشونت بزنند، زیرا حیوانات نمی‌توانند از خود دفاع کنند. او همچنین می‌گوید: "با توجه به اینکه دفاع از حیوانات با قانون جزایی دفاع ضروری از خود منافاتی ندارد، هر مدافعی از نظر قانونی حق دارد برای جلوگیری از خطر قریب‌الوقوع دست به اقدام‌های لازم بزند.
ساختار بدون رهبر جبههٔ آزادی‌بخش حیوانات وسیله‌ای برای حمایت از ولاساک و بست بود. در سال ۲۰۰۵ داوطلبی با نام مستعار در گزارش ۶۰ دقیقه‌ای کانال خبررسانی سی. بی. اس در مورد ولاساک گفت: «او طبق برنامه‌ها، حمایت و قوانین ما عمل نمی‌کند. ما قوانین سخت‌گیرانه‌ای برای عدم استفاده از خشونت داریم. من نمی‌دانم چه کسی دکتر ولاساک را در جایگاه کنونی‌اش قرار داده‌است، ما (جبههٔ آزادی‌بخش حیوانات) این کار را نکردیم.»
فعال جبههٔ آزادی‌بخش حیوانات، بری هورن، با دلفینی به نام راکی بازی می‌کند. (سال ۱۹۸۸) پیتر هیوز از دانشگاه ساندرلند تلاش جبههٔ آزادی‌بخش حیوانات برای آزاد کردن راکی را نمونه‌ای از فعالیت‌های مستقیم مثبت این جبهه می‌داند.
پیتر سینگر (فیلسوف دانشگاه پرینستون) می‌گوید: «فعالیت‌های جبههٔ آزادی‌بخش حیوانات در صورتی منصفانه‌اند که بدون خشونت انجام شوند و زمانی مؤثر واقع می‌شوند که شواهدی از بد رفتاری انسان با حیوانات را به مردم ارائه دهند.» او به عنوان مثال به حملهٔ جبههٔ آزادی‌بخش حیوانات در سال ۱۹۸۴ به بخش کلینیک تحقیقاتی صدمات مغزی دانشگاه پنسیلوانیا اشاره کرد، زمانی که اعضای این جبهه فیلمی را دزدیدند که نشان می‌داد محققان در حال خندیدن به میمونی، بدون تزریق داروی بی هوشی به سرش ضربه وارد می‌کنند. این دانشگاه اظهار کرد: «شیوهٔ درمان این حیوانات با قوانین سازمان جهانی سلامت مطابقت دارد و به دلیل تبلیغات منفی این آزمایشگاه تعطیل شد، سرپرست بخش دامپزشکی بر کنار شد و فعالیت‌های دانشگاه به حالت تعلیق درآمد.» باربارا اورلانز، محقق سابق سازمان ملی بهداشت آمریکا، که هم‌اکنون در حال همکاری با مؤسسهٔ کندی (اولین مؤسسه که رعایت اصول اخلاقی در علوم آزمایشگاهی را پایه‌گذاری کرد) است می‌نویسد: «این مورد باعث حیرت جامعهٔ پزشکی شد و یکی از مهم‌ترین نمونه‌های عدم رعایت اصول اخلاقی در آزمایش بر حیوانات می‌باشد.» سینگر می‌گوید: «اگر جبههٔ آزادی‌بخش حیوانات به جای تخریب، بر فعالیت مستقیم تمرکز داشته باشد، می‌تواند توجه افکار عمومی را به خود جلب کند. در مقابل، استیون بست می‌گوید:» در امور صنایع و دولت‌ها آنقدر تبعیض وجود دارد که امکان غالب آمدن حقیقت و منطق وجود ندارد."
پیتر هیوز از دانشگاه ساندرلند تلاش جبههٔ آزادی‌بخش حیوانات را برای آزاد کردن راکی در سال ۱۹۸۸ به رهبری بری هورن، نمونه‌ای از فعالیت‌های مستقیم مثبت این جبهه می‌داند. هورن و چهار نفر از فعالان این جبهه تصمیم گرفتند راکی، دلفینی را که به مدت بیست سال داخل استخر سیمانی کوچکی در مرینلند واقع در برایتون زندگی می‌کرد، از طریق جابجایی و انتقال او به دریا آزاد کنند. پلیس آنها را در حالی که برانکار دست‌سازی را حمل می‌کردند دید و هورن و همکارانش به جرم توطئه برای دزدی محکوم شدند، اما آنها به تبلیغات برای آزادی راکی ادامه دادند. سرانجام مرینلند با فروش دلفین به بهای ۱۲۰ هزار پوند که توسط سازمان بورن فری فاندیشن و هفته نامهٔ مِیل آن ساندِی جمع‌آوری شده بود موافقت کرد و در سال ۱۹۹۱ راکی به تالابی اختصاصی به اندازهٔ ۳۲۰ هزار متر مربع در جزایر تِرکس و کِیکِس انتقال یافت؛ سپس آزاد شد. هیوز می‌نویسد: «این فعالیت جبههٔ آزادی‌بخش حیوانات به تغییر الگو در بریتانیا کمک کرد و امروز در این کشور دلفین‌ها دارای حقوقی می‌باشند و این موجب آزادی دلفین‌ها در بریتانیا شده‌است.»

## تاکتیک‌ها و ایدئولوژی‌های اولیه

### خط زمانی فعالیت‌های جبههٔ آزادی‌بخش حیوانات (۱۹۷۶–۱۹۹۹)
ریچل ماناهان از دانشگاه آلستر می‌نویسد: «جبههٔ آزادی‌بخش حیوانات تنها در اولین سال فعالیت خود ۲۵۰ هزار پوند به قصابی‌ها، کشتی‌های حمل بار، سیرک‌ها، سلاخ خانه‌ها، گاوداری‌ها و رستوران‌های فست فود خسارت وارد کرد.» او می‌نویسد: «فلسفهٔ جبههٔ آزادی‌بخش حیوانات این است که خشونت فقط زمانی در معنی خود به کار می‌رود که بر موجودات زنده روا داشته شود و صدمه به اموال و آزاد کردن حیوانات از آزمایشگاه‌ها و مزارع، با وجود خسارات زیادی که به بار می‌آورد، خشونت محسوب نمی‌شود.» در سال ۱۹۷۴ رانی لی می‌نویسد: «ما باید در کنار اقدامات مستقیم به زندگی تمام موجودات احترام بگذاریم و تا جایی که امکان دارد از خشونت دوری کنیم.» به نقل از او در سال ۱۹۷۹، بسیاری از حملات جبههٔ آزادی‌بخش حیوانات به دلیل به خطر افتادنِ زندگی افراد متوقف شده‌است.
کیم استالوود، مدیر برنامه‌ریزی اتحادیهٔ مخالفان تشریح جانوری در انگلستان، در دههٔ ۱۹۸۰ می‌نویسد: «عکس العمل مردم در برابر هجوم جبههٔ آزادی‌بخش حیوانات و جابجا کردن حیوانات مثبت بود و این مثبت گرایی ریشه در سیاست‌های ضد خشونت این جبهه در ابتدای فعالیت داشت. زمانی که مایک هاسکیسون سه سگ شکاری پا کوتاه را در سال ۱۹۷۵ از محل آزمایش تنباکو در آی.سی. آی آزاد کرد، رسانه‌ها او را قهرمان نامیدند. رابین وب می‌نویسد:» اعضای جبههٔ آزادی‌بخش حیوانات مانند رابین هودهای سازمان‌های مدافع حقوق حیوانات می‌باشند." استالوود می‌نویسد: «این جنبش توجه نسل جدیدی از فعالان را به خود جلب کرد. آن‌ها جوان تر، بدون شغل و بیشتر شیفتهٔ آنارشیسم بودند تا آزادی حیوانات. آن‌ها هدف فعالیت‌های جبههٔ آزادی‌بخش حیوانات را مخالفت در برابر ایالت می‌دانستند، نه هدف واقعی این جبهه. آن‌ها همچنین قصد دوری از اعمال خشونت‌آمیز را نداشتند.» در اوایل دههٔ هشتاد، اتحادیهٔ مخالفان تشریح جانوری در انگلستان که توسط فرانسس پاور کُب در سال ۱۸۹۸ تأسیس شد، جزو مهم‌ترین مدافعان جبههٔ آزادی‌بخش حیوانات شناخته شد. استالوود می‌نویسد: «این اتحادیه تعدادی از دفاتر خود را به صورت رایگان در اختیار گروه مدافع جبههٔ آزادی‌بخش حیوانات قرار داد و در روزنامهٔ خود، دِ لیبِرِیتِر، از این جبهه حمایت می‌کرد. در سال ۱۹۸۲ گروهی از فعالان جبههٔ آزادی‌بخش حیوانات از جمله راجِر یِتس، استاد جامعه‌شناسی در دانشگاه دوبلین و دِیو مَک کول، مدیر سازمان حفاظت از جانداران دریایی، به اتحادیهٔ مخالفان تشریح جانوری در انگلستان پیوستند و از سِمَت خود برای اصلاح این اتحادیه استفاده کردند. استالوود می‌نویسد:» هیئت مدیرهٔ جدید این اتحادیه کلیهٔ اقدامات سیاسی را اتلاف وقت می‌دانست و تنها خواستار انجام فعالیت‌های مستقیم بود. در حالی که فعالان پیشینِ این گروه اقدام به آزاد کردن حیوانات و تخریب اموال می‌کردند و این امر فقط در ابتدا کارساز بود. از نظر استالوود در اواسط دههٔ هشتاد جبههٔ آزادی‌بخش حیوانات بنیان اخلاقی خود را از دست داد و این فرصتی شد برای اراذل و افراد مردم گریزی که به دنبال انتقام جویی برای خصومت‌های شخصی بودند. او می‌نویسد: «چطور بحث‌های کارشناسی در مورد تاکتیک‌ها و استراتژی‌های نجات بخش به حرافی غیر معقول و نخبه سالاری غیرعادلانه تبدیل شد و چرا فعالیت‌های مستقیم انفرادی انجام شد؟ به‌طور خلاصه چه بر سر منافع حیوانات آمد؟» در سال ۱۹۸۴ اتحادیهٔ مخالفان تشریح جانوری با اکراه با بیرون کردن گروه مدافع جبههٔ آزادی‌بخش حیوانات از املاک خود موافقت کرد و دیگر از این گروه حمایت نکرد. همچنین استالوود می‌نویسد: «بعد از این واقعه جبههٔ آزادی‌بخش حیوانات تنها شد.»

### پیشرفت جبههٔ آزادی‌بخش حیوانات در ایالات متحدهٔ آمریکا
بنا بر گزارش‌های اعلام شده، یکی از اولین اقدامات جبههٔ آزادی‌بخش حیوانات در ایالات متحده، نجات و انتقال چند میمون به یک پناهگاه در سپتامبر سال ۱۹۸۱ می‌باشد.
نظرهای متناقضی از زمان شروع فعالیت جبههٔ آزادی‌بخش حیوانات در ایالات متحده وجود دارد. سازمان تحقیقاتی فدرال می‌نویسد: «فعالیت مدافعان حقوق حیوانات، که به جرم‌های نه چندان مهم دست زده‌اند، به دههٔ ۱۹۷۰ بر می‌گردد.» به گفتهٔ فریمَن ویکلاند و کیم استالوود، اولین اقدام جبههٔ آزادی‌بخش حیوانات در ۲۹ می‌سال ۱۹۷۷ صورت گرفت، زمانی که دو محقق با نام‌های کِن لِواسور و استیو سیپمن دو دلفین با نام‌های پوکا و کی را از آزمایشگاه پستانداران دریاییِ دانشگاه هاوایی نجات دادند و به داخل اقیانوس بردند. دفتر مطبوعاتی آزادی حیوانات در آمریکای شمالی، نجات دلفین‌ها را به گروهی با نام شبکهٔ قطار زیر دریایی (اشاره به شبکهٔ قطار زیرزمینی آمریکا قبل از جنگ داخلی) نسبت داد و گفت: «اولین اقدام جبههٔ آزادی‌بخش حیوانات هجوم به مرکز پزشکی دانشگاه نیویورک در ۱۴ مارس ۱۹۷۹ بود، زمانی که فعالان یک گربه، دو سگ و دو خوکچهٔ هندی را نجات دادند.» کتی اسنو گیلرمو در کتاب تجارت میمون می‌نویسد: "اولین اقدام جبههٔ آزادی‌بخش حیوانات، نجات ۱۷ میمون آزمایشگاهی از سیلور اسپرینگ در ۲۲ سپتامبر سال ۱۹۸۱ تحت مسئولیت قانونی بنیاد مردمی رعایت اصول اخلاقی در برابر حیوانات (PETA) بود، پس از دستگیری محققی که به رفتار خشونت‌آمیز با حیوانات متهم شد. زمانی که دادگاه به برگرداندن این میمون‌ها به محقق رأی داد، میمون‌ها به‌طور مرموزی ناپدید شدند و برای اینکه این بنیاد بتواند از نظر قانونی محقق را متهم کند، باید پنج روز بعد میمون‌ها را به عنوان شواهد به دادگاه ارائه می‌داد.
یکی از گروهک‌های آمریکایی جبههٔ آزادی‌بخش حیوانات در آوریل سال ۱۹۸۵، از نجات یک بچه بوزینه به نام بریچز از آزمایشگاه دانشگاه کالیفرنیا در ریورساید فیلم‌برداری کرد.
اینگرید نیو کرک، رئیس کل بنیاد مردمی رعایت اصول اخلاقی در برابر حیوانات می‌نویسد: «اولین گروهک جبههٔ آزادی‌بخش حیوانات در اواخر سال ۱۹۸۲، بعد از پاسخ افسر پلیسی به نام والری به تبلیغات منفی از طرف مرکز سیلور اسپرینگ و پرواز وی به انگلستان برای آموزش دیدن نزد جبههٔ آزادی‌بخش حیوانات شکل گرفت. والری که وانمود می‌کرد خبرنگار است از طریق کیم استالوود، که در آن زمان یکی از اعضای اتحادیهٔ مخالفان تشریح جانوری بود، با رانی لی آشنا شد. لی او را به یک اردوی آموزشی فرستاد، محلی که در آن به او نحوهٔ ورود به آزمایشگاه‌ها را آموزش دادند. نیوکرک می‌نویسد:» والری به مریلند بازگشت و یک گروهک جبههٔ آزادی‌بخش حیوانات تشکیل داد و اولین حمله در ۲۴ دسامبر سال ۱۹۸۲ به دانشگاه هاوارد صورت گرفت و ۲۴ گربه که پاهای عقبی بعضی از آن‌ها فلج شده بود، نجات یافتند. جو شواِسمیث وکیل مدافع آمریکایی و فعال حقوق حیوانات می‌گوید: «نیو کرک همواره والری را اغراق‌آمیز توصیف کرده‌است.»
دو حملهٔ اولیهٔ جبههٔ آزادی‌بخش حیوانات به تعطیلی چند دانشگاه انجامید. حملهٔ ۲۸ می‌سال ۱۹۸۴ به کلینیک تحقیقاتی صدمات مغزی در دانشگاه پنسیلوانیا که ۶۰ هزار دلار خسارت به بار آورد و این اعضا ۶۰ ساعت از فیلمی را دزدیده و به‌طور مخفیانه مشاهده کردند که نشان می‌داد محققان در حال خندیدن به میمونی، بدون تزریق داروی بی هوشی به سر او ضربه وارد می‌کنند. این فیلم به بنیاد مردمی رعایت اصول اخلاقی در برابر حیوانات داده شد و فیلمی ۲۶ دقیقه‌ای با عنوان نزاع بیهوده ساخته شد. کلینیک تحقیقاتی صدمات مغزی به علت تبلیغات منفی تعطیل شد، سرپرست بخش دامپزشکی این دانشگاه بر کنار شد و فعالیت دانشگاه به تعلیق درآمد.
در ۲۰ آوریل سال ۱۹۸۵ جبههٔ آزادی‌بخش حیوانات پس از دریافت اطلاعات محرمانه از یک دانشجو، به آزمایشگاه دانشگاه کالیفرنیا در ریورساید هجوم آوردند، ۷۰۰ هزار دلار خسارت به بار آوردند و ۴۶۸ حیوان را آزاد کردند. این شامل یک بوزینهٔ پنج هفته‌ای به نام بریچز می‌شد که هنگام تولد از مادرش جدا شده و در حالی که چشمانش دوخته شده بودند و روی سرش یک دستگاه ردیاب صوتی قرار داشت، تنها رها شده بود. تمام این اعمال برای مطالعه و تحقیقات در زمینهٔ نابینایی انجام شده بود. این حمله توسط جبههٔ آزادی‌بخش حیوانات فیلم‌برداری شد، هشت آزمایش از هفده آزمایش انجام نشد و دانشگاه به از دست رفتن سال‌ها تحقیقات پزشکی اشاره کرد. در پاسخ به این حمله جیمز وینگاردن، رئیس سازمان ملی بهداشت آمریکا، اظهار کرد: «حمله به آزمایشگاه‌ها باید حملهٔ تروریستی تلقی شود.»

### نیروی شبه نظامی مدافع حقوق حیوانات و حوزهٔ عدالت
ماناهان می‌نویسد: "در سال ۱۹۸۲ تغییر بزرگی در جهت‌گیری ضد خشونت جبههٔ آزادی‌بخش حیوانات، نارضایتی تعدادی از اعضا را به همراه داشت. بعضی از اعضا به صورت انفرادی افراد را تهدید می‌کردند و به فرستادن بمب پاکتی و آلوده کردن غذا پرداختند؛ در نتیجه خطرات بیشتر متوجه مردم می‌شد، نه افراد مورد نظر.
در سال ۱۹۸۲ بمب‌های پاکتی به هر چهار رهبر سیاسی انگلستان ازجمله نخست‌وزیر، مارگارت تاچر، فرستاده شد. در نوامبر سال ۱۹۸۴ به دنبال تهدیدی از طرف جبههٔ آزادی‌بخش حیوانات با ادعای آلوده کردن محصولات شرکت مارس بارز (شرکت تولید شکلات) تبلیغاتی برای جلوگیری از آزمایش پوسیدگی دندان بر میمون‌ها توسط این کارخانه صورت گرفت. در ۱۷ نوامبر ۱۹۸۴ جبههٔ آزادی‌بخش حیوانات طی تماس تلفنی با روزنامهٔ ساندی میرِرز از آلوده کردن محصولات مارس بارز با مرگ موش خبر داد. این تماس با ارسال بسته‌ای از محصولات مارس بارز که احتمال داده شد آلوده باشد و این ادعا که این محصولات در لندن، لیدز، یورک، ساوث همپتون و کاونتری به فروش می‌رسد، همراه بود. میلیون‌ها محصول از فروشگاه‌ها جمع‌آوری شدند و شرکت مارس بارز بخش تولید خود را به ازای پرداخت خسارت ۵/۴ میلیون دلاری تعطیل کرد. بعدها جبههٔ آزادی‌بخش حیوانات عدم صحت این ادعا را پذیرفت. ادعاهای مشابهی علیه محصولات شرکت‌های لورئال (آرایشی - بهداشتی) و لوکوزید (نوشابهٔ انرژی زا) صورت گرفت.
فعالان از نام نیروی شبه نظامی مدافع حقوق حیوانات برای نقض سیاست‌های ضد خشونت جبههٔ آزادی‌بخش حیوانات استفاده می‌کنند.
مسئولیت بمب‌های پاکتی که توسط نیروی شبه نظامی مدافع حقوق حیوانات فرستاده می‌شد، ابتدا در نوامبر سال ۱۹۸۴ توسط دیوید ملور و بعد وزارت داخلهٔ انگلستان به جبههٔ آزادی‌بخش حیوانات نسبت داده شد. این از اولین نمونه‌های تغییر مسئولیت با توجه به تغییر نام یک گروه، از نیروی شبه نظامی مدافع حقوق حیوانات، به نام مستعار دیگر، حوزهٔ عدالت بود و دومین اسم اولین بار در سال ۱۹۹۳ به عنوان یکی از اسامی سازمان‌های مخالف اصول ضد خشونت جبههٔ آزادی‌بخش حیوانات استفاده شد. رانی لی که ابتدا بر اهمیت سیاست‌های ضد خشونت تأکید داشت، بعدها به نظر می‌رسید از ایده دفاع می‌کند. در اکتبر سال ۱۹۸۴ در مقاله‌ای از مدافعان جبههٔ آزادی‌بخش حیوانات که توسط ر. ل (به عقیدهٔ برخی رانی لی) امضاء شده، آمده‌است: «فعالان گروه‌های جدید تشکیل می‌دهند، نام‌های جدید برای گروه خود انتخاب می‌کنند و سیاست‌های گروهی آن‌ها مانع از دست زدن به خشونت در برابر سوءاستفاده کنندگان از حیوانات نمی‌شود.» تاکنون فعالی که رهبری هر دو گروه جبههٔ آزادی‌بخش حیوانات و نیروی شبه نظامی مدافع حقوق حیوانات را بر عهده داشته باشد شناخته نشده‌است، ولی احتمال عضویت برخی در هر دو جبهه وجود دارد. به گفتهٔ متخصص تروریسم، پل ویلکینسون، جبههٔ آزادی‌بخش حیوانات، حوزهٔ عدالت و نیروی شبه نظامی مدافع حقوق حیوانات الزاماً یکی هستند. رابرت گارنر از دانشگاه لنکستر نیز عنوان می‌کند: «اشتباه است اگر فکر کنیم این سه جبهه از هم جدا هستند، چرا که فعالیت هر سه در تلاش برای اعلام مخالفت خود به عنوان جبهه‌های بدون رهبر خلاصه می‌شود.» رابین وب از دفتر مطبوعاتی بریتانیایی آزادی حیوانات می‌گوید: «امکان دارد فعالان این گروه‌ها مشابه باشند؛ اگر فردی تمایل داشته باشد در فعالیت‌های نیروی شبه نظامی مدافع حقوق حیوانات یا حوزهٔ عدالت مشارکت کند، دیگر سیاستِ جبههٔ آزادی‌بخش حیوانات (اقدام به پیشگیری‌های لازم برای حفظ جان موجودات زنده) کاربردی نخواهد داشت.»
از سال ۱۹۸۳ به بعد، انفجار تعدادی بمب آتش زا در فروشگاه‌هایی که پوشاک ساخته شده از خز می‌فروختند شروع شد. در این زمان شبکهٔ آب پاش ساختمان (که در برخی کشورها به منظور خاموش کردن آتش در ساختمان‌ها تعبیه می‌شود) هدف گرفته می‌شد تا خسارت زیادی به بار آید. بعضی از فروشگاه‌ها کمی خسارت دیدند و بعضی دیگر کاملاً تخریب شدند. در سپتامبر ۱۹۸۵ دو وسیلهٔ آتش زا زیر اتومبیل‌های دکتر شارات گانگولی و دکتر استوارت واکر (دو محقق حیوانات که با مرکز تحقیقات صنایع بیولوژیکی انگلستان در ارتباط بودند) کار گذاشته شد و اتومبیل هر دو را به‌طور کامل تخریب کرد، اما هیچ خسارت جانی به بار نیاورد. مسئولیت این انفجار را نیروی شبه نظامی مدافع حقوق حیوانات بر عهده گرفت. در ژانویهٔ سال ۱۹۸۶، این جبهه به قرار دادن وسایل انفجاری زیر اتومبیل‌های چهار نفر از کارکنان مرکز پژوهشی هانتینگدان اقرار کرد. هر یک از این وسیله‌ها برای انفجار به فاصلهٔ یک ساعت از یکدیگر تنظیم شده بودند. وسیلهٔ آتش زای دیگری زیر اتومبیل دکتر آندور سِبِستِنی، محقق مرکز تحقیقاتی بیماری سرطان در انگلستان، تعبیه شده بود که او این وسیله را قبل از انفجار رویت کرد.

### پرچم‌های دروغین و انکار حقایق
به عقیدهٔ کیث مان، یکی از رهبران بریتانیایی جبههٔ آزادی‌بخش حیوانات، ماهیت جبههٔ آزادی‌بخش حیوانات آن را نسبت به پرچم‌های دروغین و گروه‌های متظاهر آسیب‌پذیر کرده‌است. استیون بست می‌گوید: «عدم قاطعیت در این جبهه باعث انکار حقایق اعضای این جبهه در مورد فعالیت‌های خود می‌شود.»
ماهیت جبههٔ آزادی‌بخش حیوانات باعث می‌شود نام و سابقهٔ این جبهه از طریق استفاده شدن توسط فعالانی که سیاست‌های ضد خشونت جبههٔ آزادی‌بخش حیوانات را نمی‌پذیرند یا رقبای متظاهری که قصد دارند فعالیت این جبهه را خشونت‌آمیز نشان دهند، به خطر بیفتد عدم قاطعیتی که فعالان واقعی جبههٔ آزادی‌بخش حیوانات را در جهت انکار حقایق در مورد فعالیت‌های این جبهه سوق می‌دهد، باعث تحریف فعالیت‌های این جبهه می‌شود. جنبش حقوق حیوانات وقایع متعددی را در سال‌های ۱۹۸۹ و ۱۹۹۰ به عنوان فعالیت گروه‌های متظاهر توصیف می‌کرد. در فوریهٔ سال ۱۹۸۹ انفجاری در دفتر مدیریت دانشگاه بریستول، این مکان را تخریب کرد؛ حمله‌ای که ادعا شده بود توسط جامعهٔ حیوانات آسیب دیده صورت گرفته‌است. در ژوئن سال ۱۹۹۰ در دو روز متفاوت دو بمب در اتومبیل‌های مارگارت بسکرویل، جراح دامپزشک آزمایشگاه شیمی وزارت دفاع در پورتون داون و پاتریک مکس هدلی، روان‌شناس دانشگاه بریستول منفجر شد. بسکرویل توانست بدون هیچ گونه آسیب جانی با بیرون پریدن از پنجرهٔ مینی جیپ خود (زمانی که بمبی جیوه‌ای در کنار مخزن سوخت اتومبیلش منفجر شد) جان خود را نجات دهد. طی انفجار بمب پلاستیکی که در اتومبیل هدلی تعبیه شده بود، کودکی سیزده‌ماهه در کالسکهٔ خود دچار سوختگی، زخم‌های حاصل از گلولهٔ انفجاری در ناحیهٔ پشت و آسیب دیدگی انگشتان شد.
هیچ نهاد مشخصی مسئولیت این حمله را که توسط جنبش حقوق حیوانات و جبههٔ آزادی‌بخش حیوانات محکوم شده بود، بر عهده نگرفت. کیث مان می‌نویسد: "بعید است فعالان سازندهٔ وسایل آتش زای خانگی (نیروی شبه نظامی مدافع حقوق حیوانات) از بمب‌های جیوه‌ای و پلاستیکی استفاده کنند. چند روز بعد از انفجارها، گروه ناشناختهٔ جامعهٔ بریتانیایی مدافع حقوق حیوانات مسئولیت انفجار بمبی در لندرور یک شکارچی در سامرست را بر عهده گرفت. شواهد قانونی که پلیس به دست آورده بود، نشان می‌داد فرد مورد نظر اتومبیل خود را برای بی‌اعتبار ساختن جبههٔ آزادی‌بخش حیوانات منفجر کرده‌است. پلیس او را دستگیر کرد و دو شکایت دیگر مورد رسیدگی قرار گرفت. او به نه ماه حبس محکوم شد. بمب‌گذاران اتومبیل‌های بسکرویل و هدلی هرگز دستگیر نشدند.

### از سال ۱۹۹۶ به بعد
پیغامی بر دیوار لانهٔ سگ‌ها در دبلیو. بی، دانشکدهٔ کشاورزی راکس بورو در نزدیکی فیلادلفیا (آوریل سال ۲۰۰۴)، که به دنبال آن ۴۸ حیوان آزاد شدند.
پس از ممنوع شدن تسهیلاتی که برای آسیب رساندن به حیوانات استفاده می‌شدند، خسارت به اموال عمومی به‌طور چشم‌گیری افزایش یافت. لانه‌های سگ‌های جفت که در آن‌ها سگ‌ها را برای آزمایش پرورش می‌دادند، مزرعهٔ صنعتی هیل گروو که گربه‌ها در آنجا پرورش می‌یافتند و مزرعهٔ نیو چرچ که در آن خوکچه‌های هندی نگهداری می‌شدند، پس از اینکه مورد حملهٔ جبههٔ آزادی‌بخش حیوانات و مدافعان حقوق حیوانات قرار گرفتند، تعطیل شدند. در بریتانیا، در سال مالی ۱۹۹۱–۱۹۹۲ حدود ۱۰۰ کامیون حمل محصولات گوشتی منجمد، از طریق انفجار وسایل آتش زا تخریب شد و خسارت ۵ میلیون پوندی به بار آمد. قفل مغازه‌های قصابی آغشته به چسب قطره‌ای شدند، محصولات گوشتی بسته‌بندی شده در فروشگاه‌ها سوراخ شدند و کشتارگاه‌ها و کامیون‌های حامل محصولات گوشتی به آتش کشیده شدند.
در سال ۱۹۹۹ فعالان جبههٔ آزادی‌بخش حیوانات به کمپین مبارزه با آزار حیوانات در هانتینگدان پیوستند تا آزمایشگاه علمی هانتینگدان، بزرگ‌ترین آزمایشگاه حیوانات در اروپا را تعطیل کنند. مرکز مدافع حقوق شهروندی در آمریکا که بر فعالیت گروه‌های افراطی داخلی نظارت دارد، عملکرد کمپین مبارزه با آزار حیوانات در هانتینگدان را به وضوح از نوع تاکتیک‌های تروریستی گروه‌های افراطی ضد سقط جنین توصیف می‌کند. دانلد کِری، فعال جبههٔ آزادی‌بخش حیوانات پس از گذراندن دوازده سال در زندان، در دسامبر ۲۰۰۶ پس از محکومیت به جرم جاسازی بمب خانگی در ورودی آزمایشگاه علمی هانتینگدان، با حکم عفو مشروط آزاد شد. در فوریهٔ سال ۲۰۰۱ رئیس آزمایشگاه علمی هانتینگدان، برایان کاس، توسط مردانی کلنگ به دست مورد هجوم قرار گرفت. این حمله به حدی جدی بود که سر بازرس تام هابز، از مرکز پلیس در کمبریج شایر می‌گوید: «فقط شانس باعث شد آن‌ها او را نکشند.» دیوید بلِنکینساپ که در گذشته برخی از فعالیت‌های جبههٔ آزادی‌بخش حیوانات را رهبری می‌کرد، به عنوان یکی از متهمان این پرونده شناخته شد. همچنین در سال ۱۹۹۹ گزارشگر مستقل، گراهام هال، اظهار داشت که او پس از تولید مستندی انتقادی دربارهٔ جبههٔ آزادی‌بخش حیوانات که از شبکهٔ ۴ انگلستان پخش شد، مورد حمله قرار گرفت. این مستند رابین وب، رئیس دفتر مطبوعاتی بریتانیایی آزادی حیوانات را نشان می‌داد، در حالی که به هال (که وانمود می‌کرد عضو این انجمن است) چگونگی ساخت بمب‌های اصلاح شده را توضیح می‌دهد. وب مدعی شد سخنانش مورد تحریف قرار گرفته‌است و به‌طور کامل مفهوم خود را نرسانده‌است. هال ادعا می‌کند که او را به خاطر این مستند دزدیدند و به صندلی بستند، سپس مخفف نام جبههٔ آزادی‌بخش حیوانات (ALF) را پشت او داغ زدند و دوازده ساعت بعد با این تهدید که نباید با پلیس تماس بگیرد، او را رها کردند.
در ژوئن ۲۰۰۶ جبههٔ آزادی‌بخش حیوانات، انفجار یک بمب آتش زا را در ورودی منزل لین فربنکس، محققی از دانشگاه کالیفرنیا واقع در لس آنجلس (UCLA) بر عهده گرفت؛ بنا به گزارش سازمان تحقیقاتی فدرال ایالات متحده (FBI)، به دلیل روشن نشدن بمب، مستأجر ۷۰ سالهٔ او جان سالم به در برد. رئیس این دانشگاه این عمل را شکل‌گیری اقدامات تروریستی برای حفاظت از حیوانات توصیف کرد. سردبیر دفتر مطبوعاتی بریتانیایی آزادی حیوانات، جری ولاساک، در مورد این حادثه می‌گوید: «جبر همیشه نتیجه بخش نیست، بنابراین همیشه انتخاب اول نخواهد بود؛ اما اگر تنها راه انجام عملی باشد، بی شک یک توجیه اخلاقی برای آن وجود دارد.» در سال ۲۰۰۸ فعالان شروع به مخالفت و تجمع درب منزل محققان کردند و تظاهراتی برنامه‌ریزی کردند که طی آن شب‌ها سر و صدا راه می‌انداختند و بر دیوار منازل محققان شعار می‌نوشتند. آن‌ها همچنین پنجره‌های محل سکونت محققان را می‌شکستند و در آنجا شایعه پراکنی می‌کردند.

## عملیات بک فایر

### همکاری جبههٔ آزادی‌بخش حیوانات و جبههٔ آزادی‌بخش کرهٔ زمین
در ۲۰ ژانویهٔ سال ۲۰۰۶ طی عملیات بک فایر، قوهٔ قضاییهٔ ایالات متحده، ۹ فعال آمریکایی و ۲ فعال کانادایی را که گروه خود را خانواده می‌نامیدند، به جرم شرکت در اقدامات مستقیم تحت پوشش جبههٔ آزادی‌بخش حیوانات و جبههٔ آزادی‌بخش کرهٔ زمین محکوم کرد. قوهٔ قضاییه این اقدامات را تروریسم داخلی نامید. فعالان محیط زیست و مدافعان حقوق حیوانات این اقدامات را تهدید سبز می‌نامند. این اقدامات شامل ایجاد آتش‌سوزی در کارخانجات تولید گوشت، کارخانه‌های تولید الوار، یک کابل برق فشار قوی و یک پیست اسکی در ایالات اورگان، وایومینگ، واشینگتن، کالیفرنیا و کلرادو (بین سال‌های ۱۹۹۶ تا ۲۰۰۱) می‌باشد.